# Hardya iranicola
Hardya iranicola är en insektsart som beskrevs av Aleksey A. Zachvatkin 1946. Hardya iranicola ingår i släktet Hardya och familjen dvärgstritar. Inga underarter finns listade i Catalogue of Life.